# Ritratto di Diego Rivera
Ritratto di Diego Rivera è un dipinto a olio su tela (100 x81 cm) realizzato nel 1914 dal pittore italiano Amedeo Modigliani.
Fa parte di una collezione privata francese. È il ritratto del pittore messicano Diego Rivera.
Ne esiste anche una versione al MASP di San Paolo del Brasile.

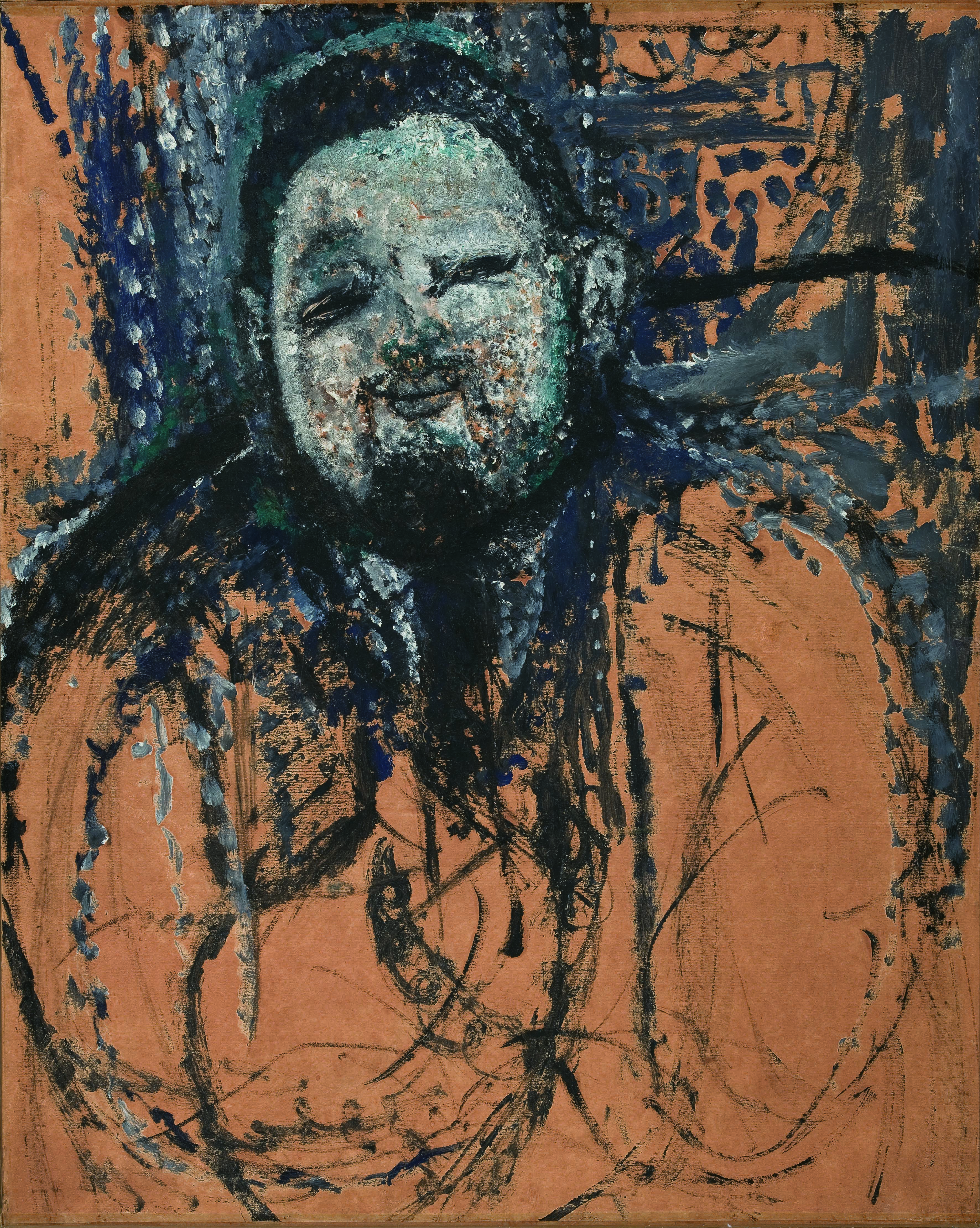
La versione di San Paolo